# Krystal Meyers (album)
Albums de Krystal Meyers
Dying for a Heart
(2006)
Singles
1. The Way to Begin
Sortie : 2005
2. My Savior
Sortie : 2005
3. Fire
Sortie : 2005
4. Anticonformity
Sortie : 2005

Krystal Meyers est le premier album de Krystal Meyers, sorti le 7 juin 2005 via Essential Records. L'album est pop/rock, comparable à Ashlee Simpson et Avril Lavigne.

## Contexte
Krystal Meyers signe un contrat avec le label Essential Records en 2005 Son album éponyme, sorti le 7 juin 2005, est produit par Ian Eskelin et l'équipe de production de « Wizardz of Oz ».

## Sortie de l'album
L'album sort le 7 juin 2005 aux États-Unis et le 30 mai 2006 dans le reste du monde. L'album atteint la 45e place au Top Heatseekers et devient disque d'or au Japon.
Aux États-Unis, le premier single de l'album, The Way to Begin, se classé numéro un dans le classement Christian CHR. Les autres singles My Savior et Anticonformity atteignent la huitième place et Fire la neuvième. Au Japon, Anticonformity atteint la première place du single pop japonais détrônant les Red Hot Chili Peppers.
Elle est nommée aux GMA Dove Award en 2006 pour le prix du nouvel artiste de l'année, la récompense est obtenue par The Afters (en).

## Pistes
Crédits issus de Discogs.
| 1.    | The Way to Begin   | Andrew Bojanic, Elizabeth Hooper, Ian Eskelin, Krystal Meyers | 3:34 |
| 2.    | My Savior          | Ian Eskelin, Krystal Meyers                                   | 3:31 |
| 3.    | Fire               | Andrew Bojanic, Elizabeth Hooper, Ian Eskelin, Krystal Meyers | 3:46 |
| 4.    | Fall to Pieces     | Ian Eskelin, Krystal Meyers                                   | 3:11 |
| 5.    | Reflections of You | Andrew Bojanic, Elizabeth Hooper, Ian Eskelin, Krystal Meyers | 3:46 |
| 6.    | Lovely Traces      | Ian Eskelin, Krystal Meyers                                   | 3:52 |
| 7.    | Anticonformity     | Hannah Dwinell, Ian Eskelin, Krystal Meyers                   | 3:02 |
| 8.    | Rescue             | Jeremy Ash, Jeremy Bose, Krystal Meyers                       | 4:30 |
| 9.    | Sing for Me        | Krystal Meyers                                                | 3:09 |
| 10.   | Can't Stay         | Ian Eskelin, Krystal Meyers, Matt Erickson                    | 4:03 |
| 36:27 |                    |                                                               |      |

## Classements

### Album
| Classement (2005)         | Meilleure position |
| ------------------------- | ------------------ |
| États-Unis (US Heat)      | 45                 |
| États-Unis (US Christian) | 25                 |
| Japon (Oricon)            | 13                 |

### Singles
| Titre            | Meilleure position | Meilleure position | Meilleure position | Meilleure position  | Meilleure position |
| Titre            | U.S. Christian     | U.S. Christian AC  | U.S. Christian CHR | U.S. Christian Rock | JPN                |
| ---------------- | ------------------ | ------------------ | ------------------ | ------------------- | ------------------ |
| The Way to Begin | 29                 | —                  | 1                  | —                   | —                  |
| Anticonformity   | —                  | —                  | 8                  | —                   | 1                  |
| Fire             | —                  | —                  | 9                  | —                   | —                  |
| My Savior        | —                  | —                  | 8                  | —                   | —                  |